# صموئيل تشيستر ريد
صموئيل تشيستر ريد (بالإنجليزية: Samuel Chester Reid)‏ هو ضابط أمريكي، ولد في 24 أغسطس 1783 في نورويتش في الولايات المتحدة، وتوفي في 28 يناير 1861 في نيويورك في الولايات المتحدة.